# Darko Žiberna
Darko Žiberna, slovenski kirurg in politik, * 30. januar 1956.
Med 15. oktobrom 2007 in 31. oktobrom 2008 je bil državni sekretar Republike Slovenije na Ministrstvu za zdravje Republike Slovenije, kasneje direktor Splošne bolnišnice Franca Derganca v Šempetru pri Gorici.